# ゴーストライターの殺人取材
『ゴーストライターの殺人取材』（ゴーストライターのさつじんしゅざい）は、2012年から2015年までテレビ朝日系「土曜ワイド劇場」枠で放送されたテレビドラマシリーズ。全2回。主演は浅野ゆう子。
副題は「セレブの罪を代筆する女」。

## キャスト

### 鮫島家
鮫島悠里
演 - 浅野ゆう子
小説家。デビュー作が新人文学賞を受賞して以降25年間売れていない。
鮫島彩乃
演 - 若村麻由美
悠里と一希の妹。東日出版の編集者。小説家で食えない姉を見かねて、セレブ（吉永チカ）や成功者（大滝燐太郎）の自伝のゴーストライターの仕事を悠里に依頼する。
鮫島一希
演 - 鶴見辰吾
悠里の弟。警視庁捜査一課管理官。

### 警視庁捜査一課
里中勇作
演 - 波岡一喜
刑事。
鍋島隆実
演 - 上杉祥三
刑事。

### ゲスト
第1作「美貌のカリスマネイリストに疑惑の結婚歴…別れた夫の死体が歩いた!?」（2012年）
- 小西潤一（チカの秘書） - 中村倫也（小学生：西野隼人）
- 吉永楓（鎌田とチカの娘・女子大生） - 入来茉里
- 元川博伸（児童養護施設「四つ葉学園」園長） - 山田明郷
- 鎌田藤一郎（チカの元夫） - 窪寺昭
- 神山詠美子（鎌田の内縁の妻・居酒屋のパート） - 橋本マナミ
- 佐伯隆（鎌田とチカの同窓生） - 鈴木千尋
- 金丸武雄（鎌田の幼馴染） - 幸野友之
- ミチカ（モデル） - 西田有沙
- 鎌田家の近所 - 赤星昇一郎
- 検視官 - 倉持一裕
- カメラマン - 奈良坂篤
- 秋元しおり（四つ葉学園 元児童・19年前失踪） - 今泉彩良
- リポーター - 重松和世
- チカの秘書 - 松之井綾
- ネットカフェ店員 - 星耕介
- アシスタント - 池田優菜
- 記者 - 鈴木誠克
- 高梨時雄（ネイルサロン「ウィステリアパール」副社長） - 升毅
- 吉永チカ（ネイルサロン「ウィステリアパール」社長） - 三浦理恵子

第2作「自伝の依頼人は殺人犯!?大人気スイーツに隠された華麗な一族の乱れた秘密!!」（2015年）
- 大滝燐太郎（和菓子メーカー「大滝庵」創業者） - 螢雪次朗
- 大滝直樹（和菓子メーカー「大滝庵」副社長・燐太郎と悦子の長男） - 東根作寿英（幼少期：石川樹）
- 徳間繁久（大滝燐太郎の主治医） - 堀内正美
- 宇佐美祐貴（大滝庵の顧問弁護士） - 神尾佑
- 大滝やよい（直樹の妻・商品アドバイザー） - 月船さらら
- 河島雪実（フリーライター） - 大家由祐子
- 竹岡修司（芙佐子の夫・元警察官） - 小林勝也
- 竹岡芙佐子（竹岡医院 院長・徳間の元同僚） - 今本洋子
- 青年出版 編集者 - 加藤大祐
- 坂口真波（雪実の取材相手・坂口フーズ 社長の娘） - 咲世子
- 楠本隆司（東日出版 編集長・彩乃の上司） - 松永博史
- 上地一平（雪実の取材相手・スケートボーダー） - 古原靖久
- 記者 - 馬渡識史、水野哲
- 和菓子メーカー「大滝庵」役員 - 鈴木弘秋、吉野正弘
- ホテルウェイター - 金重陽平
- リポーター - 重松和世
- 木島沙代（大滝家の家政婦） - 左時枝
- 大滝千鶴子（燐太郎と悦子の長女・「天熟ドルチェ」のチーフプロデューサー） - 中山忍（幼少期：中山凛香）
- 大滝悦子（燐太郎の妻） - 多岐川裕美

## スタッフ
- 脚本 - 池上純哉
- 音楽 - 吉川清之
- 監督 - 橋本一
- 技斗 - 二家本辰巳
- 技術協力 - アップサイド
- 照明協力 - 光影舎
- 音響効果 - サウンドライズ
- ポスプロ - 映広
- 美術協力 - 東京美工、紀和美建
- 装飾 - 高津装飾美術
- プロデューサー - 関拓也（テレビ朝日）、丸山真哉（東映）
- 制作 - テレビ朝日、東映

## 放送日程
- 第2作は前夜の『世界野球プレミア12 予選ラウンド第4戦  日本× アメリカ合衆国』中継延長（18:56 - 22:44）のため、110分繰り下げて放送。

| 話数 | 放送日         | サブタイトル                                                           | 脚本     | 監督   |
| ---- | -------------- | ---------------------------------------------------------------------- | -------- | ------ |
| 1    | 2012年08月04日 | 美貌のカリスマネイリストに疑惑の結婚歴…別れた夫の死体が歩いた!?        | 池上純哉 | 橋本一 |
| 2    | 2015年11月14日 | 自伝の依頼人は殺人犯!?大人気スイーツに隠された華麗な一族の乱れた秘密!! | 池上純哉 | 橋本一 |